# Hiparc (llibert)
Hiparc (en llatí Hipparchus, en grec Ἵππαρχος), fou un llibert de Marc Antoni que el va afavorir en diferents ocasions i del que fou molt proper. Tot i així va ser un dels primers que es va passar a Octavi (August). Després es va establir a Corint.